# Raymond Noorda
Raymond John Noorda, genannt Ray, (* 19. Juni 1924 in Ogden, Utah; † 9. Oktober 2006 in Orem, Utah) war ein amerikanischer Geschäftsmann. Bekannt geworden ist er als CEO von Novell zwischen 1982 und 1994. Er war auch Vorsitzender von Novell, bis er 1994 abgelöst wurde.
Noorda wird von vielen als Schöpfer des Terminus Coopetition angesehen.

## Lebenslauf
Noorda wurde in Ogden, Utah, als dritter Sohn der niederländischen Immigranten Bertus und Alida Noorda geboren. Er besuchte das Weber State College in Ogden. Während des Zweiten Weltkrieges diente er für zwei Jahre in der US Navy als Elektrotechniker für Radarsysteme. Er graduierte 1949 Cum laude mit einem Bachelor’s Degree in Engineering an der Universität von Utah.
Noorda heiratete am 14. August 1950 Lewena (Tye) Taylor.
Noorda arbeitete seit seinem Abschluss bis 1971 für General Electric. Danach arbeitete er für eine ganze Reihe kalifornischer Unternehmen.

### Novell
1983 gründete er das SuperSet Team, dem unter anderem auch Drew Major, Dale Niebaur und Kyle Powell angehörten. Anfangs war die Erstellung eines CP/M-Systems Aufgabe des Teams, stattdessen entwickelten sie ein erfolgreiches Dateisystem für die neuen IBM-kompatiblen PCs. Dieses Network Operating System wurde später Novell NetWare genannt. Noorda führte Novell bis 1994.
Noorda erhielt den Titel Ehrendoktor der Universität Utah (1994) und der Weber State University (1995).

### Späteres Leben
Bis zu seinem Tod gehörte ihm die Canopy Group. Als Konsequenz seiner altersbedingten Krankheiten (Alzheimer und Herzkrankheit) nahm er seit 1998 nicht mehr am Tagesgeschäft der Canopy Group teil.
Am 17. März 2005 beging seine einzige Tochter Val Noorda Kreidel im Alter von 49 Jahren Selbstmord. Sie hinterließ ihren Ehemann, vier Töchter und einen Sohn.
Noorda war lebenslang Mitglied der Mormonen (Kirche Jesu Christi der Heiligen der Letzten Tage).
Noorda starb am 9. Oktober 2006 in seiner Heimatstadt Orem in Utah.